# والتر كينوج
والتر كينوج (بالإنجليزية: Walter Koenig)‏ هو مخرج وكاتب وكاتب سيناريو وممثل أمريكي، ولد في 14 سبتمبر 1936 بشيكاغو في الولايات المتحدة. من الجوائز التي نالها جائزة إنكبوت.

## أعمال

### أفلام
- (1979)  الفيلم السينمائي[5][6][7]
- (1991)  البلد غير المكتشف[8][9]

### مسلسلات
- فيوتشوراما

## جوائز
- جائزة إنكبوت

## وصلات خارجية
- والتر كينوج على موقع IMDb (الإنجليزية)
- والتر كينوج على موقع ألو سيني (الفرنسية)
- والتر كينوج على موقع ميوزك برينز (الإنجليزية)
- والتر كينوج على موقع تيرنر كلاسيك موفيز (الإنجليزية)
- والتر كينوج على موقع أول موفي (الإنجليزية)
- والتر كينوج على موقع قاعدة بيانات الأفلام السويدية (السويدية)
- والتر كينوج على موقع إن إن دي بي (الإنجليزية)
- والتر كينوج على موقع ديسكوغز (الإنجليزية)
- والتر كينوج على موقع قاعدة بيانات الفيلم (الإنجليزية)
- والتر كينوج على موقع كينوبويسك (الروسية)